# Saint-Vaast-sur-Seulles
Saint-Vaast-sur-Seulles [sɛ̃ vast syʁ sœl] ist eine französische Gemeinde im Département Calvados in der Region Normandie liegt. Sie gehört zum Arrondissement Bayeux und zum Kanton Thue et Mue. Die Gemeinde hat 159 Einwohner (Stand: 1. Januar 2022).

## Geografie
Saint-Vaast-sur-Seulles liegt etwa 19 Kilometer westsüdwestlich von Caen. Umgeben wird Saint-Vaast-sur-Seulles von den Nachbargemeinden Hottot-les-Bagues im Westen und Norden, Juvigny-sur-Seulles im Norden und Nordosten, Vendes im Nordosten und Osten, Monts-en-Bessin im Osten und Süden sowie Anctoville im Südwesten.

## Bevölkerungsentwicklung
| 1962                      | 1968 | 1975 | 1982 | 1990 | 1999 | 2006 | 2019 |
| ------------------------- | ---- | ---- | ---- | ---- | ---- | ---- | ---- |
| 142                       | 127  | 129  | 109  | 115  | 134  | 140  | 154  |
| Quelle: Cassini und INSEE |      |      |      |      |      |      |      |

## Sehenswürdigkeiten
- Kirche Saint-Vaast, teilweise aus dem 11. Jahrhundert
- Kapelle Saint-Roch-et-Saint-Rasiphe
- Reste der Burg

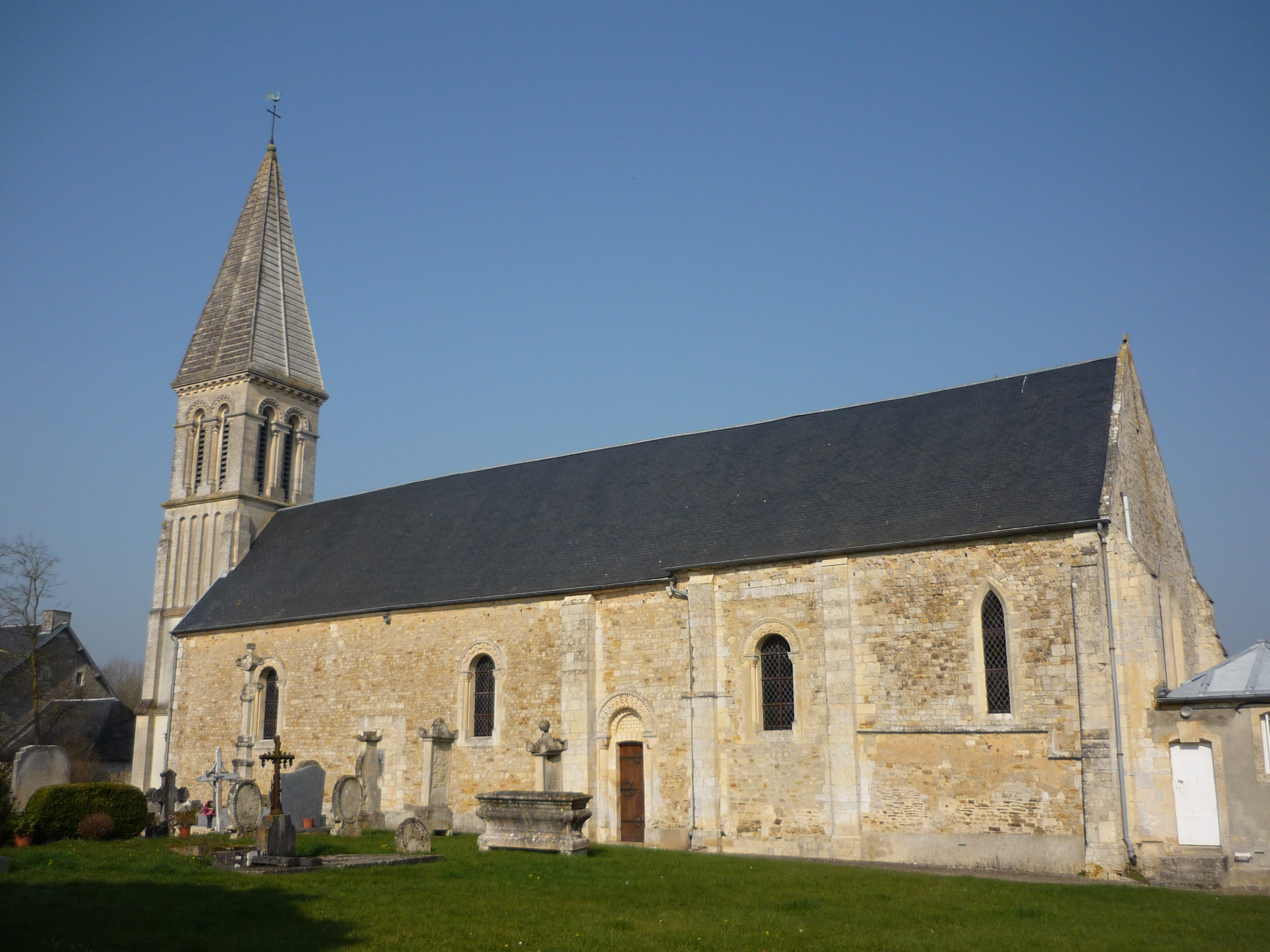
Kirche Saint-Vaast
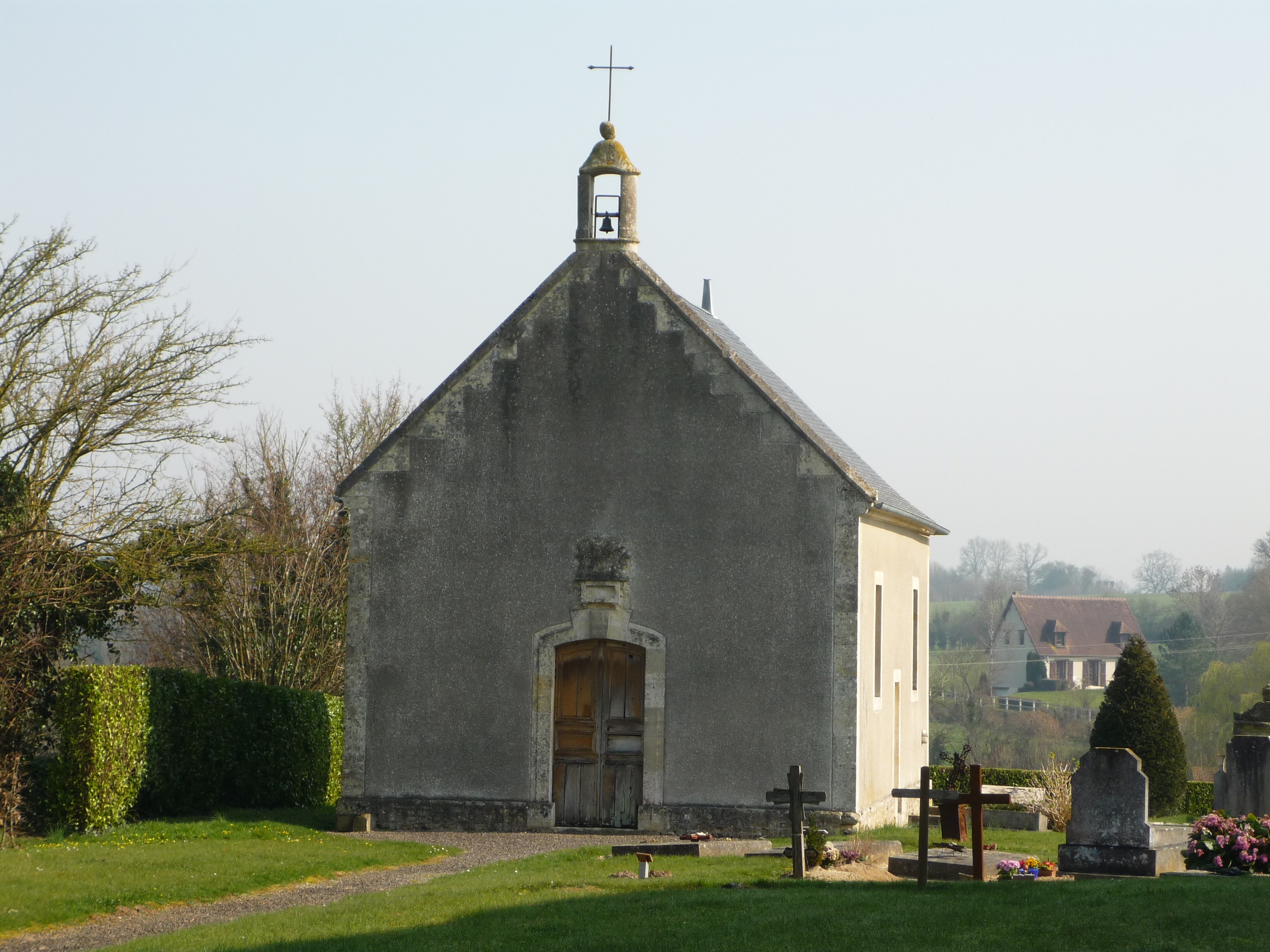
Kapelle Saint-Roch-et-Saint-Rasiphe